# Elderinkshuis
Het Elderinkshuis uit 1783 is een van oudste gebouwen in Enschede. Het staat aan De Klomp 35 in De Bothoven.
Het werd gebouwd om als herberg te dienen voor onder andere diegenen die na het sluiten van de Espoort 's avonds de stad niet meer binnen konden. Het gebouw bleef gespaard tijdens de derde grote stadsbrand van Enschede in 1862.
Na aankoop in 1980 heeft de gemeente Enschede het Elderinkshuis gerestaureerd en heeft het daarmee als een van de weinige monumenten van voor de stadsbrand weer een waardige plaats gekregen.  
Na deze restauratie kreeg het Elderinkshuis een publieke functie doordat bureau culturele zaken en bureau jeugdzaken deze huisvesting betrokken. 
Tot 2008 was het Elderinkshuis het onderkomen van het Van Deinse Instituut. Vanaf augustus 2010 was er in het Elderinkshuis een uitgeverij gevestigd. Sinds begin 2015 is het in gebruik als kliniek voor plastische chirurgie.